# Uperoleia altissima
Az Uperoleia altissima a kétéltűek (Amphibia) osztályának békák (Anura) rendjébe, a Myobatrachidae családba, azon belül az Uperoleia nembe tartozó faj.

## Előfordulása
Ausztrália endemikus faja. Queensland állam északkeleti részén, az Atherton és Windsor fennsíkokon honos. Elterjedési területének mérete nagyjából 7400 km².

## Megjelenése

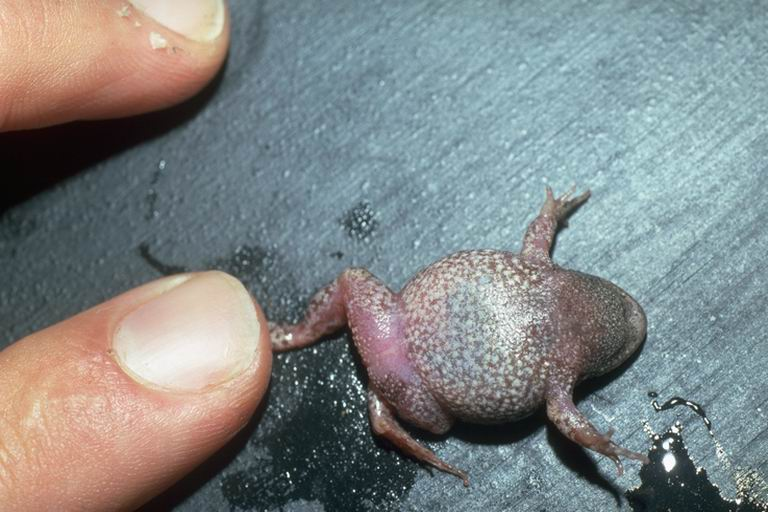
Hasi oldala

Apró termetű békafaj, testhossza elérheti a 3 cm-t. Háta barna vagy szürke, sötétbarna foltokkal. A szemek között egy barna V-alakú minta található, és a pofája hegyétől a szeméig egy barna csík húzódik. A szája szélétől a karjáig néha egy kis, halvány barnássárga csík húzódik. Fejének oldala néha fehér. A hasa szürke, fehér pettyekkel, a hímnek sötétbarna torka van. A pupilla kerek, és az írisz aranyszínű. A lábakon vízszintes sávok vannak, az ágyék és a combok hátsó része élénkpiros. Ujjai között nincs úszóhártya, ujjai végén nincsenek korongok. A paratoid mirigyek kicsik és néha halvány barnássárgák.

## Életmódja
Nyáron szaporodik. A petéket egyenként, a vízfelszín alatti növényzethez tapadva rakja le ideiglenes tavakban és patakokban. Az ebihalak elérhetik a 3 cm hosszúságot, barna színűek, a szemek között V-alakú jelet viselnek. Gyakran a víztestek alján maradnak, és körülbelül egy-két hónapig tart, amíg békává fejlődnek.

## Természetvédelmi helyzete
A vörös lista a nem fenyegetett fajok között tartja nyilván. Több természetvédelmi területen is megtalálható.